# Supermocarstwo
     USA
     ZSRR

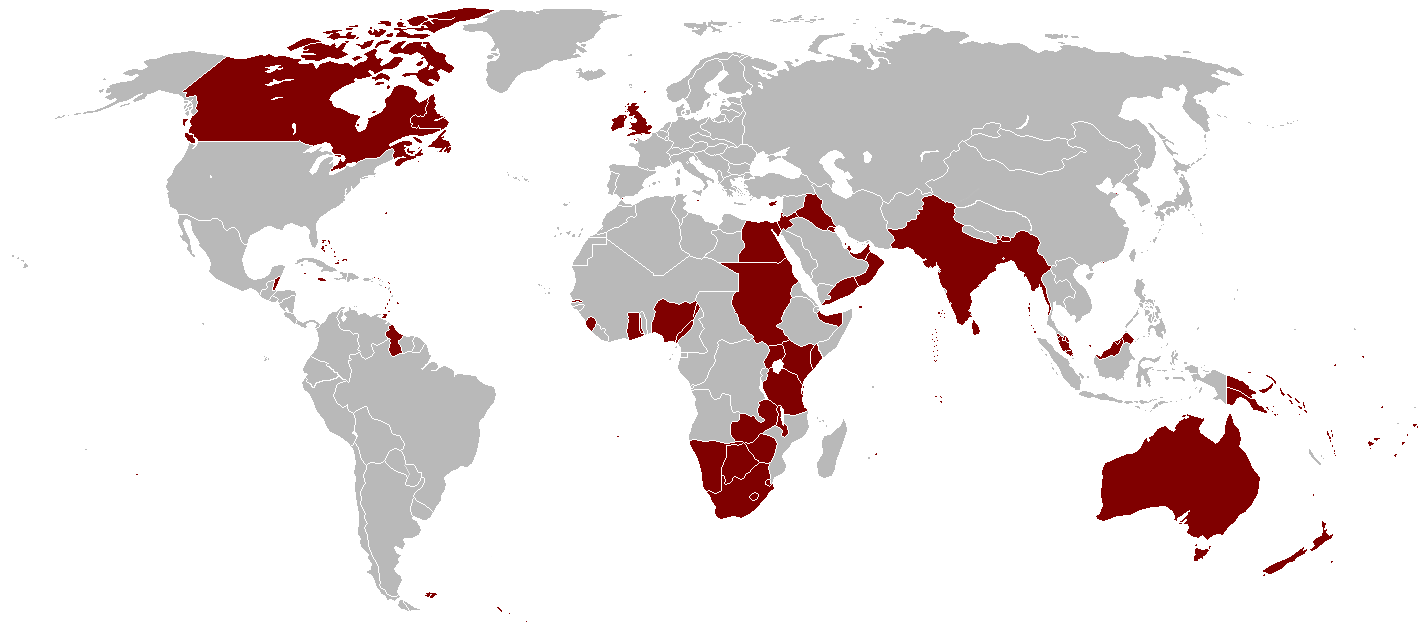
Imperium Brytyjskie w 1921 r. – największe supermocarstwo w dziejach świata (34 mln km kw.)

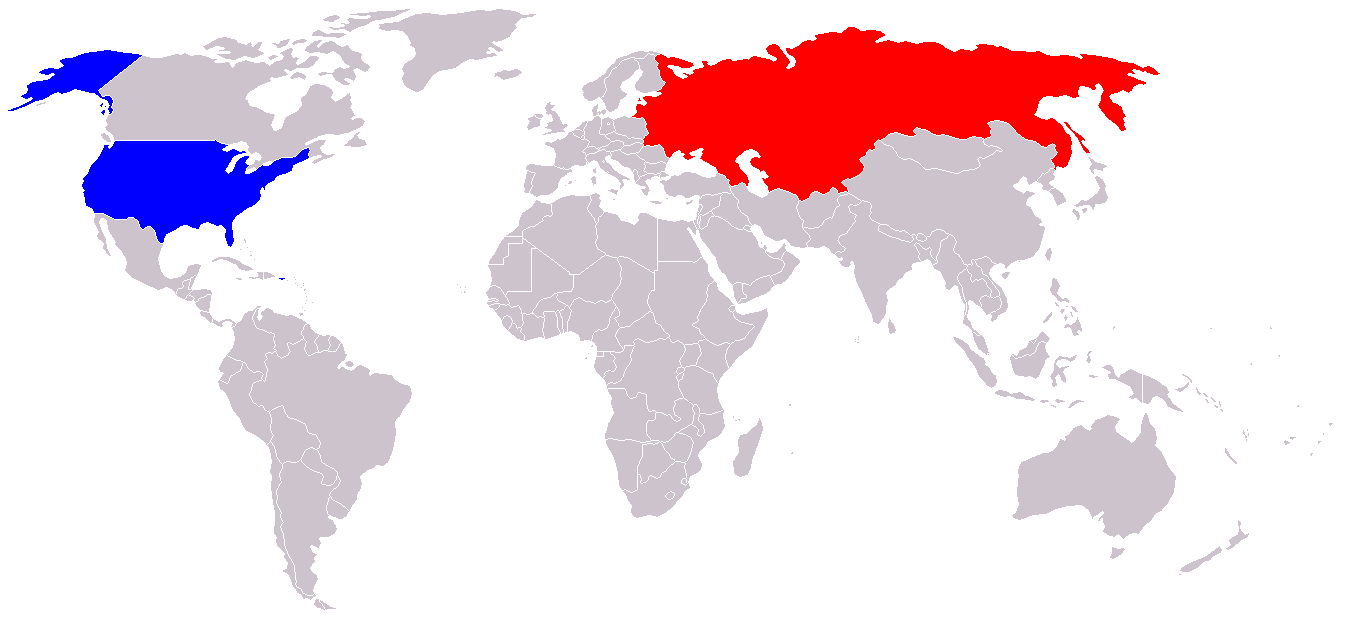
Dwa supermocarstwa z okresu zimnej wojny:
USA
ZSRR

Supermocarstwo (ang. superpower) – państwo (mocarstwo) dysponujące największym potencjałem politycznym, militarnym oraz gospodarczym i mogące w skuteczny sposób kreować stosunki globalne, przez co ma większe znaczenie od pozostałych mocarstw.
Autorem terminu „supermocarstwo” jest William Fox, który w 1944 określił USA, ZSRR, Wielką Brytanię mianem „supermocarstw”, co rozumiał jako globalną pozycję wyższą od dotychczasowych mocarstw. Witold Orłowski uważa jednak że „supermocarstwo to państwo, którego siła wyraźnie dominuje nad siłami większości innych mocarstw świata” a jego siła państwa przekracza 20% siły świata. Alice Lyman Miller definiuje supermocarstwo jako „państwo, które ma zdolność rozszerzania dominacji i wpływów na skalę ogólnoświatową na więcej niż jeden region na globie w danym czasie i może osiągnąć status globalnego hegemona”.

## Cechy supermocarstwa
Kryteria odpowiadające za to, które państwo można uznać za supermocarstwo, nie są jasne do zdefiniowania, a w praktyce mogą się różnić jedynie źródłem potęgi. Wymienione niżej czynniki nie są jedyne, ale konieczne i nie wyczerpują kryteriów odpowiadających za bycie supermocarstwem. Ich kolejność należy odczytywać jako przypadkową.

### Geograficzne
Państwo będące supermocarstwem charakteryzuje się rozległym terytorium oraz co ważne szerokim dostępem do morza, nad którym sprawuje kontrolę. Takie rozległe terytorium pozwala państwu mieć dostęp do bogatych złóż surowców mineralnych oraz produkcji żywności zwiększające niezależność. Jest to szczególnie istotny czynnik w czasie działań wojennych, ponieważ umożliwia takiemu państwu odwrót, reorganizację, jak i umieszczanie w odległych, niedostępnych terenach zakładów zbrojeniowych, radarów czy składów broni. Choć w epoce broni jądrowej ma to marginalne znaczenie, niemniej jednak nawet bogaty, ale niewielki obszarowo kraj jest bardziej narażony na zniszczenia w ewentualnym konflikcie zbrojnym.

### Polityczne
Wymagane jest funkcjonowanie systemu politycznego, który jest zdolny do mobilizacji ludzi, bogactw naturalnych oraz machiny gospodarczej i militarnej dla celów światowej polityki czy w efekcie ideologii, na której opiera się istnienie danego państwa.

### Militarne
Gdzie kończy się polityka, zaczyna się argument siły, który jest zdolnością do powstrzymywania zagrożeń czy agresji nieprzyjaciela, ale jest również zdolnością do militarnego działania w skali światowej. Istotne znaczenie ma tu wielki arsenał broni nuklearnej.

### Demograficzne
Supermocarstwo powinno mieć liczną oraz wyedukowaną populację z rozwiniętą na wysokim poziomie służbą zdrowia oraz ekonomiczną i kulturową zdolnością do kształtowania otaczającego środowiska i otoczenia. Temu służy inwestowanie w ludzi, ich edukację i zdrowie.

### Ekonomiczne
Supermocarstwo charakteryzuje się wysokim produktem narodowym. Ekonomiczna potęga jest rozumiana m.in. przez dostęp do surowców, wielkość i chłonność krajowego rynku, oraz dobrą pozycję w światowym handlu, jak również w światowym rynku finansowym. Ponadto istotne znaczenie ma innowacyjność oraz technologiczne zaawansowanie, a także zdolność kumulowania kapitału. Ekonomiczną siłę charakteryzuje również eksploracja kosmosu, tak przynajmniej było w czasach zimnej wojny. Było to pole intensywnej rywalizacji przez wszystkie jej dekady. Podbój kosmosu jest także zdolnością do prowadzenia działań na szeroką skalę.

### Kulturowe
Potęga ekonomiczna i polityczna przekłada się na wpływ w dziedzinie kultury światowej, a co za tym idzie filozofii i ideologii.

## Przykłady supermocarstw

Unia iberyjska – hiszpańskie i portugalskie imperia kolonialne w latach 1581–1640. Hiszpania z tego okresu bywa określana jako pierwsze globalne supermocarstwo

Mianem supermocarstw bywają określane następujące wielkie mocarstwa, choć w czasach istnienia niektórych z nich termin ten nie funkcjonował:
- Imperium Hiszpańskie – XVI–XVII w.
- Imperium Brytyjskie – XVIII–XX w.
- Imperium Rosyjskie – XIX–XX w.
- ZSRR – 1945–1991.
- Stany Zjednoczone od 1945[6].

## XX wiek
W rezultacie II wojny światowej Niemcy i Japonia zostały wyeliminowane z grona globalnych mocarstw. Do niższej rangi mocarstw regionalnych spadły też zwycięskie państwa: Wielka Brytania i Francja. Także Chiny pozostały w sposób wyraźny poniżej statusu supermocarstwa. W tej politycznej próżni pozostały USA i ZSRR jako dwa światowe supermocarstwa mające w przyszłości decydować o światowej polityce. Rywalizowały one ze sobą na polu militarnym, ekonomicznym, politycznym czy sportowym ze względów ideologicznych.
ZSRR reprezentował socjalizm oraz kierował Układem Warszawskim, znanym na zachodzie jako Blok Wschodni.
USA reprezentowało kapitalizm i było główną siłą NATO w czasie zimnej wojny.
Porównanie obydwu państw pokazuje kryteria właściwe supermocarstwom.
|               | ZSRR | Stany Zjednoczone |
| ------------- | --- | --- |
| Geograficzne  | Terytorium obejmujące 22 mln km² było największe na świecie i liczyło 11 stref czasowych. Ogromna przestrzeń morska i przede wszystkim ogromne złoża strategicznych surowców mineralnych.                                        | Czwarty (do 1950, później trzeci) pod względem powierzchni (liczącej 9.6 mln km²) kraj na świecie. Wielkie złoża cennych surowców mineralnych. |
| Polityczne    | Silny system rządów oparty na ideologii socjalistycznej. Stałe miejsce w Radzie Bezpieczeństwa ONZ. Silne związki i dominacja nad krajami Europy Środkowej i Bałkanów oraz państwami komunistycznymi w Ameryce Środkowej i Azji. | Silna i stabilna demokracja z wielkim wpływem na świat. Silne przedsiębiorstwa oraz handel są podstawą ich wpływu na kraje kapitalistyczne. Stałe miejsce w Radzie Bezpieczeństwa ONZ. Silne związki z Europą Zachodnią oraz demokracjami Dalekiego Wschodu.    |
| Militarne     | Silna flota, wielkie siły powietrzne oraz największe siły lądowe. Największy arsenał jądrowy (w pewnym okresie – drugi pod względem wielkości, jednak potężniejszy). Silnie rozwinięta technologia kosmiczna.                    | Bazy wojskowe rozmieszczone na całym świecie. Drugi pod względem wielkości atomowy arsenał świata (w pewnym okresie – pierwszy), rozmieszczony także w Europie. Technologicznie zaawansowana armia z największą flotą. Silnie rozwinięta technologia kosmiczna. |
| Demograficzne | Populacja licząca ok. 293 miliony obywateli, była trzecią na świecie. | Wówczas czwarta populacja świata licząca ok. 260 mln mieszkańców. |
| Ekonomiczne   | Największa sterowana centralnie gospodarka obejmująca 20% produkcji przemysłowej świata. Machina gospodarcza ze szczególną rolą przemysłu ciężkiego i zbrojeniowego.                                                             | Największa i najsilniejsza gospodarka świata. Wielki i bardzo innowacyjny przemysł. Silna waluta dolar. |
| Kulturowe     | Wielki wpływ na kraje socjalistyczne. Bogata historia i kultura. Kształtuje ideologię wielu organizacji i państw na świecie. Ideały komunizmu przyciągały wielkie rzesze ludzi.                                                  | Wielki wpływ wywierany na kraje Europy Zachodniej i kontynent amerykański. Firmy takie jak Coca-Cola oraz amerykańskie kino rozpowszechniły amerykański styl życia. Wolność osobista oraz wolność słowa były dla wielu bardzo przekonujące.                     |

## XXI wiek
Opinie na temat liczby supermocarstw w dzisiejszym świecie są podzielone. Europejska Jesień Ludów, a co za tym idzie rozpad ZSRR oraz upadek socjalizmu spowodowały, że XXI-wieczny świat najczęściej uznaje się za jednobiegunowy, z USA jako hipermocarstwem, z najsilniejszą gospodarką oraz armią.
Mimo to przybywa tych, którzy podważają, a przynajmniej przewidują koniec postzimnowojennej epoki świata jednobiegunowego. Wedle opinii niektórych teoretyków obecnie istnieją już trzy supermocarstwa – obok USA także Chiny i Unia Europejska.
Unia Europejska nie jest państwem, lecz silnie zintegrowanym związkiem polityczno-gospodarczym. Ekonomiczna siła UE jest większa od USA, jednakże z powodu wciąż jeszcze istniejących odrębności prawnych do dziś nie można mówić o jednej, wspólnej gospodarce europejskiej, ewentualnie w przypadku Strefy Euro jako obszaru ściślejszej integracji ekonomicznej i walutowej.
UE ma jednak potencjał do tego, aby w nieodległej przyszłości stać się supermocarstwem.
Silne są również aspiracje supermocarstwowe Chin. W przypadku Państwa Środka można zaryzykować stwierdzenie, że jest bardzo bliskie osiągnięcia tego statusu.
Poza wyżej wymienioną trójką Rosja, która jest prawną sukcesorką Związku Radzieckiego i mimo jego upadku wciąż zachowuje pewne aspekty supermocarstwa w postaci największego terytorium z ogromnymi, często nieodkrytymi jeszcze bogactwami mineralnymi, wielkiego arsenału jądrowego, czy zaawansowanej technologii kosmicznej, przez co zaliczana bywa do grupy 4 największych mocarstw. Gdyby nie brać pod uwagę Unii Europejskiej, wówczas Rosja znalazłaby się w powyższym gronie trzech supermocarstw.
Znaczny potencjał mocarstwowy przejawiają również Indie jako państwo o jednej z największych na świecie liczbie ludności pozwalającej na aspirację do roli globalnego supermocarstwa. Aspiracje supermocarstwowe przejawia również Brazylia oraz pozostająca największą potęgą ekonomiczną Azji –Japonia.
Do grupy najsilniejszych mocarstw świata zalicza się też coraz częściej Kanadę ze względu na jej powierzchnię i potencjał ekonomiczny.
Są jednak i tacy, którzy całkowicie odrzucają istnienie supermocarstw w dzisiejszym systemie globalnego rynku, w czasach wzrastającej zależności pomiędzy narodami. Są oni zwolennikami tezy istnienia świata wielobiegunowego.

### Stany Zjednoczone

#### Czynnik geograficzny
Stany Zjednoczone dysponują czwartym co do wielkości terytorium świata. Licząca 9 631 420 km² powierzchnia kraju ustępuje wielkością Rosji oraz nieznacznie obszarowi Kanady i Chin.

#### Czynnik polityczny
USA jest republiką federacyjną z silną władzą wykonawczą na czele której stoi prezydent.
Ponadto Amerykanie szczycą się silnie zakorzenioną w tradycji kraju demokracją, przez wielu specjalistów uważaną za wzorcową.
USA zasilają w 22% budżet ONZ oraz mają stałe miejsce w Radzie Bezpieczeństwa z prawem weta.
Państwa takie jak Portoryko, Palau, Wyspy Marshalla, Federacyjne Stany Mikronezji są stowarzyszone z USA, które reprezentują je na arenie międzynarodowej oraz są odpowiedzialne za ich bezpieczeństwo.
Swą pozycję na arenie światowej USA zawdzięczają często poparciu, jakie udzielają im zwykle sojusznicy: państwa NATO, Australia, Nowa Zelandia, Izrael, Japonia czy Korea Południowa.

#### Czynnik militarny
Budżet amerykańskiej armii jest większy od 12 kolejnych państw razem wziętych. W związku z tym mają najbardziej zaawansowaną technologicznie armię świata.
Innym atutem w międzynarodowej pozycji USA jest możliwość prowadzenia działań militarnych w dowolnym miejscu na świecie. Ważną rolę w tym systemie odgrywają bazy wojskowe rozmieszczone w każdym regionie świata, m.in. w Niemczech, na japońskiej Okinawie, na Pacyfiku (Guam), Oceanie Indyjskim (Czagos), w Kuwejcie czy Guantánamo.

#### Czynnik demograficzny
Około 300 mln obywateli (tj. ok. 5% światowej populacji) czyni z USA trzecią potęgę demograficzną świata z najbardziej rozwiniętym wskaźnikiem rozwoju ludzkości. Ma najwyższe tempo wzrostu ludności wśród wysokorozwiniętych krajów, a co za tym idzie jest jedynym państwem przemysłowym niedoświadczającym niedoboru siły roboczej oraz ogólnie ludności w przyszłych dekadach.

#### Czynnik ekonomiczny

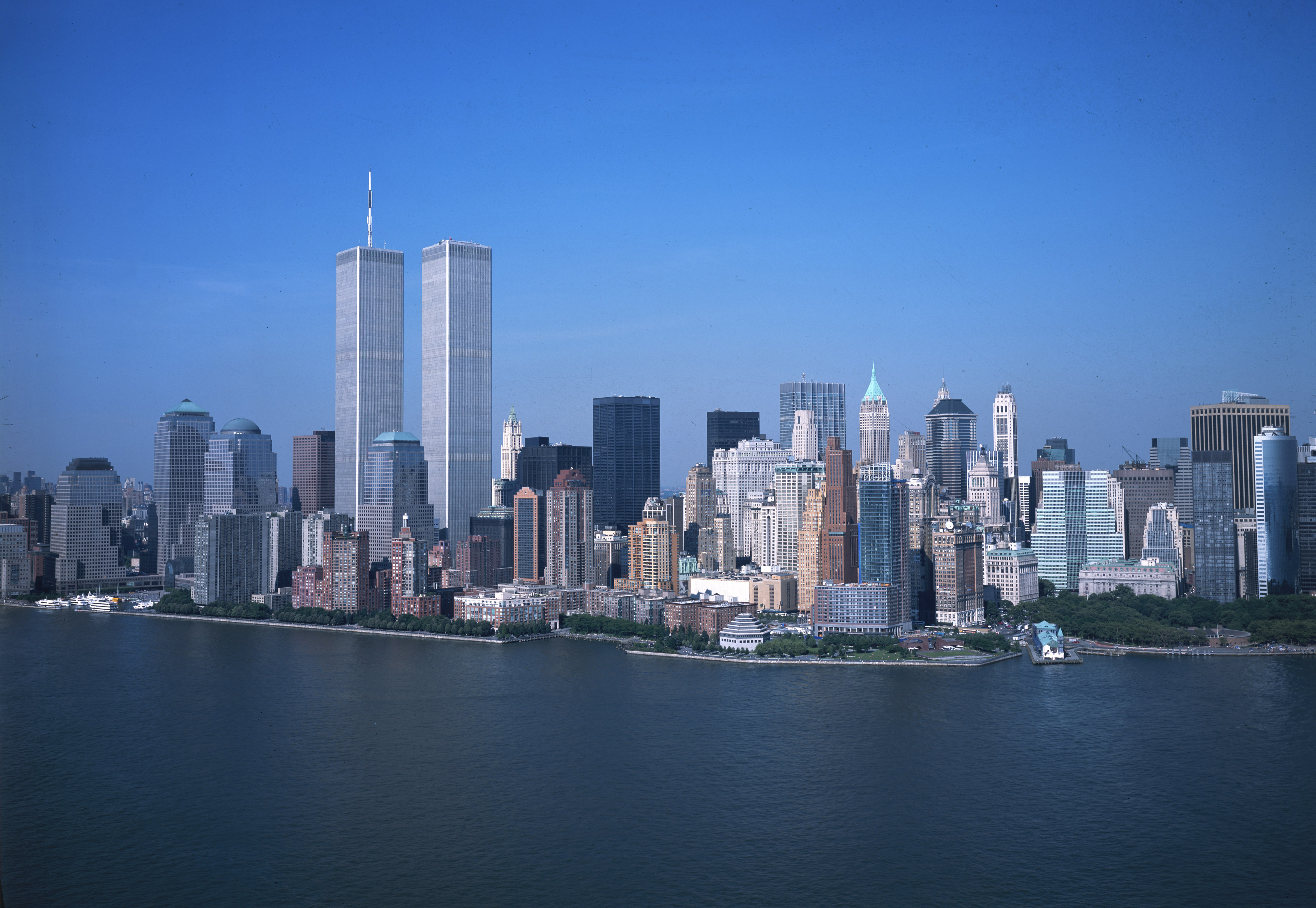
Nowy Jork – jedno z dwóch (obok Londynu) najważniejszych centrów finansowych świata

USA ma największą gospodarkę narodową na świecie z PKB liczącym 13,79 biliona $. Ponadto cieszy się umiarkowanie wysokim wzrostem gospodarczym, wynoszącym średnio 3% na rok w ciągu ostatnich 20 lat. Stany Zjednoczone mają większy PKB per capita, aniżeli wszelkie inne potencjalne supermocarstwa. Amerykańskie PKB wynoszące 46.000 USD na mieszkańca ustępuje jedynie Luksemburgowi i Norwegii. Trzeba jednak zaznaczyć, że przeciętny Amerykanin pracuje o wiele więcej od przeciętnego Europejczyka.
USA jest główną siedzibą dla wielu globalnych korporacji i instytucji finansowych. Amerykańskie przedsiębiorstwa są graczami na wielu polach działalności oraz w wielu branżach, takich jak: nowe materiały, elektronika, telekomunikacja, informatyka, podbój kosmosu, energetyka, nanotechnologia, biotechnologia, medycyna, bioinformatyka, genetyka czy chemia. Ponadto kraj ten jest jednym z głównych rolniczych spichlerzy oraz wielkim producentem żywności.
Ameryka wywiera wielki wpływ na międzynarodowe instytucje finansowe takie jak: Międzynarodowy Fundusz Walutowy, Międzynarodowy Bank Odbudowy i Rozwoju, także dzięki temu, iż jest największym płatnikiem netto do budżetów tych organizacji.
Amerykański dolar jest prawdopodobnie najważniejszym środkiem płatniczym oraz najbardziej wymienialną walutą świata.

#### Czynnik kulturowy
Od lat 20. XX w. kultura USA wywiera wielki wpływ na świat, szczególnie ten zachodni.
Zbudowany przez imigrantów z całego świata kraj jest najbardziej zróżnicowanym rasowo i etnicznie na świecie.
USA jest kolebką współczesnej muzyki rozrywkowej. Potomkowie afrykańskich niewolników dali światu jazz, blues czy soul, a po II wojnie światowej za sprawą takich ludzi jak Elvis Presley rock and roll podbił świat.
Od czasów międzywojennych Hollywood – amerykańska „fabryka snów” – kształtuje i propaguje w największym stopniu amerykański styl życia, którego najważniejszymi symbolami są dżinsy i Coca-Cola.

### Unia Europejska
Od pewnego czasu trwają spory na temat tego, czy Wspólnota Europejska już jest, czy stanie się w niedalekiej przyszłości globalnym supermocarstwem.

#### Czynnik geograficzny
Powierzchnia 27 państw wspólnoty wynosi ok. 4 381 000 km², co daje siódmy wynik na świecie. Należy przy tym zaznaczyć, że dzięki porozumieniom takim jak układ z Schengen, czy wspólna polityka dotycząca granic zewnętrznych (poza nielicznymi wyjątkami) czyni zeń zwarte i jednolite terytorium bez wewnętrznych granic, kontroli granicznych itd.

#### Czynnik polityczny
Obecnie Unia Europejska jest związkiem 27 państw, które są silniej związane ekonomicznie niż politycznie, mimo istnienia parlamentu europejskiego i wspólnej polityce zagranicznej. Dzięki połączeniu swoich sił państwa Unii Europejskiej zaczęły wywierać większy wpływ na inne państwa. Francja ma stałe miejsce w Radzie Bezpieczeństwa ONZ, a Niemcy zabiegają aby je uzyskać.

#### Czynnik militarny
Potencjał militarny jest drugą obok polityki piętą achillesową Unii Europejskiej. Większość krajów wspólnoty jest częścią NATO, ale mimo to polityka obronna jest nadal prowadzona w sposób zdecydowanie zbyt indywidualny, aby stanowić globalną siłę na tym polu. Ponadto wyposażenie i technologiczne zaawansowanie europejskich armii dzieli przepaść od Stanów Zjednoczonych, których militarna obecność na starym kontynencie wciąż jest duża, a najistotniejszym jej elementem pozostaje parasol atomowy. Równie trudno jest porównywać ów potencjał Europy z innymi wschodzącymi supermocarstwami.

#### Czynnik demograficzny
Licząca ponad 500 mln populacja Unii jest trzecią demograficzną siłą świata. Niemniej jednak cieniem na tę potęgę kładzie się niski przyrost naturalny ludności oraz starzenie się społeczeństw Europy. Socjologowie oraz ekonomiści uważają, że jeśli obecny trend w tej dziedzinie będzie się utrzymywał, to w niedalekiej przyszłości Europa borykać się będzie z problemami społecznymi i gospodarczymi.

#### Czynnik ekonomiczny
Połączony potencjał 27 państw członkowskich tworzących jeden organizm gospodarczy jest najważniejszym argumentem stawiającym Europę w gronie potencjalnych supermocarstw. Liczący 13,5 biliona $ PKB, a co za tym idzie również unijny budżet jest największy na świecie. Uśredniony PKB per capita na mieszkańca wynosi prawie 30.000 USD, a rynek konsumencki liczący 490 mln ludzi ma największe obroty. Symbolem tej gospodarczej integracji na niespotykaną do tej pory skalę jest waluta euro, które jest największym i de facto jedynym realnym rywalem amerykańskiego dolara.
Europa jest pozbawiona wystarczającej ilości strategicznych surowców energetycznych, które jest zmuszona importować. Nie stoi to jednak na przeszkodzie do tego, aby podobnie jak Japonia zbudować nowoczesną gospodarkę. Dogodne warunki klimatyczne i glebowe oraz mechanizacja czynią z Europy jeden z głównych spichlerzy świata. Faktem jest również to, że europejskie rolnictwo jest silnie uzależnione od subwencji, które mocno obciążają unijny budżet. Europejskie przedsiębiorstwa reprezentują wszystkie możliwe dziedziny przemysłu przetwórczego. Europa to największy producent energii, samochodów, samolotów, maszyn i urządzeń, elektroniki, chemii przemysłowej, paliw, nawozów sztucznych oraz żywności. Europejskie banki, towarzystwa ubezpieczeniowe, linie lotnicze, operatorzy telekomunikacyjni, sieci handlowe oraz firmy spedycyjne są graczami o światowym znaczeniu.

#### Czynnik kulturowy
Pomimo niewielkich rozmiarów i licznych wojen, państwa Europy od czasów starożytnych wywierały ogromny i zasadniczy wpływ na kulturę świata. Namacalnym tego świadectwem jest największe i najbogatsze światowe dziedzictwo kulturowe i historyczne. Europa jako kolebka i wielkie centrum cywilizacji zachodniej stanowi światową skarbnicę sztuki oraz cennych zabytków. Nie bez znaczenia dla światowej roli Europy był kolonializm, którego spuścizną jest europejski charakter wielu krajów Ameryki czy Australii, a także rozpowszechnienie języków ze starego kontynentu. Jednak nie można zapominać o tym, że sukces Europy wiązał się często z marginalizacją, a niejednokrotnie unicestwieniem cywilizacji pozaeuropejskich. Europa jest dziś nadal wielką siłą kulturową. Muzyka poważna, w tym współczesna, moda, kulinaria, film, a także sport cieszą się niesłabnącą popularnością, szczególnie w krajach amerykańskich oraz Dalekiego Wschodu. Dowodem na to jest turystyka, której prawie 90% światowego ruchu przypada na Europę.

### Rosja
Od początku XXI w. Rosja, będąca prawnym sukcesorem ZSRR, znów jest państwem prowadzącym bardzo aktywną politykę mającą na celu przywrócenie mu pozycji globalnego supermocarstwa.

#### Czynnik geograficzny
Liczące 17 075,4 tys. km² terytorium Rosji jest największe na świecie i obejmuje swymi granicami niemal całą
Europę Wschodnią oraz zajmującą Północną Azję – Syberię, która stanowi 3/4 jej obszaru. Aby przemierzyć Rosję z zachodu na wschód, trzeba przekroczyć 11 stref czasowych.
Bezkresne, dorównujące swym obszarem Ameryce Południowej terytorium Rosji zapewnia jej szeroki dostęp do oceanów i mórz, które podobnie jak ląd skrywają ogromne, często jeszcze nieodkryte pokłady wszelkich występujących na Ziemi surowców i bogactw mineralnych.

#### Czynnik polityczny
Podobnie jak Stany Zjednoczone, Rosja jest państwem, której ustrój to wielopartyjna republika federacyjna, na której czele stoi skupiający silną władzę wykonawczą prezydent. Niemniej jednak ze względu na stosunkowo słabą pozycję Zgromadzenia Federalnego, czyli parlamentu, a także liczne przypadki łamania praw i swobód obywatelskich oraz wolności słowa rosyjski system sprawowania władzy jest powszechnie krytykowany przez zachodnią opinię publiczną.
Rosja ma stałe miejsce w Radzie Bezpieczeństwa ONZ. Natomiast pomimo rozpadu ZSRR i upadku komunizmu Rosja zdaje się nadal prowadzić politykę rywalizacji z Zachodem i stojącymi na jego czele Stanami Zjednoczonymi, które jako zwycięzca zimnej wojny zyskały wielu nowych sojuszników, znajdujących się dotąd pod narzuconą im po II wojnie światowej dominacją Moskwy. Stąd też istnieją dość napięte relacje i stosunki dyplomatyczne z państwami takimi jak Polska czy krajami bałtyckimi, a ostatnio także z Ukrainą i Gruzją, które odzyskawszy pełną suwerenność, zarzucają Rosji praktyki noszące znamiona imperializmu, jak chociażby szantaż energetyczny za otwarcie się na zachód. Z innymi jak np. z Japonią prowadzi spór terytorialny o Kuryle, a z Ukrainą nieoficjalnie o Krym. Obecnie do grona najbliższych sojuszników należą kraje, które Moskwa wciąż uważa za wyłączną strefę swych wpływów, a są to: większość państw WNP, czyli Białoruś (ZBiR), Armenia, państwa Środkowej Azji, a także Mongolia. Niemniej jednak ostatnio oprócz pogłębiania więzi z tradycyjnymi partnerami, Rosja zwraca się jeszcze bardziej w stronę Azji, na wschód i południe, gdzie zawiera nowe sojusze polityczne i gospodarcze takie jak: Szanghajska Szóstka, czy Szanghajska Organizacja Współpracy. Z punktu widzenia zachodu Moskwę łączą dwuznaczne stosunki z Iranem oraz Koreą Północną.

#### Czynnik militarny

Amerykańskie i radzieckie/rosyjskie zapasy broni nuklearnej w latach 1945–2010

Silna flota, wielkie siły powietrzne oraz wielkie siły lądowe. Stale rosnące wydatki na unowocześnianie armii. Największy arsenał jądrowy na świecie. Rozwinięta technologia kosmiczna.

#### Czynnik demograficzny
Populacja Rosji licząca ok. 145 milionów obywateli jest ósmą na świecie. Niemniej jednak w jej skład wchodzą liczne stanowiące ok. 20% ogółu ludności mniejszości narodowe, częstokroć o nastawieniu separatystycznym, takie jak Tatarzy, Czeczeni czy Ingusze.
Ponadto poważnym problemem jest utrzymujący się od dłuższego czasu ujemny przyrost naturalny, który powoduje gwałtowne zmniejszanie się liczby mieszkańców.
Od czasu, gdy Rosjanie przekroczyli Ural i podbili, a następnie przyłączyli do swojego państwa rozległe obszary Syberii, problem jej zaludnienia i zagospodarowania pozostaje nierozwiązany – mimo obecności znacznych zasobów naturalnych oraz licznych prób przymusowego osadnictwa. Obecnie około 80% ludności Rosji wciąż mieszka w europejskiej części kraju.

#### Czynnik ekonomiczny
Relatywnie wielkie PKB (9 miejsce na świecie). Niewątpliwa poprawa warunków życia Rosjan. Uzależnienie dużej części świata od swoich surowców strategicznych, z drugiej zaś strony, poziom rozwoju i struktura gospodarki Rosji opierającej się na towarach niskoprzetworzonych, uzależnia ją samą od światowego popytu i cen surowców naturalnych. Sprzedaż bowiem tych surowców za granicę tworzy ponad 70% wpływów państwa z eksportu (dane na rok 2007), a wraz z eksportem produktów przemysłu maszynowego (głównie zbrojeniowego), ponad 80% rocznego przychodu z eksportu. Ta dziedzina gospodarki tworzy też ponad 30% PKB. Duży wpływ gospodarczy na kraje byłego Związku Radzieckiego, a obecnie WNP.

#### Czynnik kulturowy
Rosja w mniemaniu części własnych ideologów i filozofów nie jest ani częścią Zachodu, ani częścią Azji, ale jej mieszanką, tworząc wyjątkową cywilizację, odrębną kulturę – według Samuela Huntingtona jest to cywilizacja prawosławna. Według innych stanowi część kultury europejskiej. Rosyjska literatura, muzyka poważna, teatr, w tym balet, a także pozostała sztuka cieszą się niesłabnącym uznaniem i popularnością. W miastach w europejskiej części Rosji znajdują liczne cenne zabytki architektury oraz zbiory sztuki.

### Chińska Republika Ludowa
Od roku 1979 Chińska Republika Ludowa przeżywa okres szybkiego wzrostu gospodarczego, a także znaczenia w polityce międzynarodowej.

#### Czynnik geograficzny
Chiny zajmują powierzchnię 9 596 960 km², co daje im 4 miejsce na świecie. Nie licząc rosyjskiej Syberii, są największym państwem w Azji. Mają szeroki dostęp do Oceanu Spokojnego. W Chinach można znaleźć niemal wszystkie rodzaje krajobrazów. Od nizin na wschodzie do wyżyn na zachodzie. Od pustyń po mokradła.

#### Czynnik polityczny
Chiny są oficjalnie krajem socjalistycznym, ale Komunistyczna Partia Chin przyjęła socjalizm rynkowy. Chiński parlament wybierany jest w wyborach pośrednich przez przedstawicieli zgromadzeń ludowych prowincji, regionów autonomicznych, miast wydzielonych i armii. Silny scentralizowany rząd powoduje dużą stabilność parlamentu i rządów. Poprzez powiązanie z wieloma ważnymi organizacjami międzynarodowymi Chiny są w stanie wywierać wpływ na światową politykę. Przedstawiciel Chin zasiada także w Radzie Bezpieczeństwa ONZ.

#### Czynnik militarny
Chińska armia jest najliczniejsza na świecie. W jej szeregach znajduje się 2,25 miliona ludzi. Jest w stanie zmobilizować około 150 milionów rezerwistów. Jej budżet jest jednym z najwyższych na świecie. Bardzo szybko przebiegają prace modernizacyjne. Chiny posiadają dużo nowoczesnego sprzętu, ale większość to różne rodzajów przestarzałego uzbrojenia radzieckiego, co sprawia, że ich potencjał militarny jest wielokrotnie mniejszy od amerykańskiego.

#### Czynnik demograficzny
Chiny posiadają największą populację na świecie. Liczba Chińczyków w kraju wynosi około 1,3–1,4 mld, a poza granicami żyje również wiele milionów. Przewyższają ludność USA ponad czterokrotnie. Chiny zamieszkuje 55 mniejszości narodowych. Populacja ta wykazuje również stosunkowo duży, choć słabnący przyrost naturalny.

#### Czynnik ekonomiczny
PKB Chin to 3.249 bln$. Ich gospodarka jest jedną z najbardziej dynamicznych i rozwija się w tempie ponad 10% rocznie. Chiny należą do wielu organizacji gospodarczych. Wiele inwestują w innych krajach, a także są miejscem licznych inwestycji ze względu na tanią siłę roboczą. Mimo tego Chiny cały czas pozostają jednak państwem, którego obywatele żyją na o wiele niższym poziomie od Europejczyków i Amerykanów.

#### Czynnik kulturowy
Kultura chińska trwa nieprzerwanie od wielu tysięcy lat i wywarła ogromny wpływ na świat. Starożytna chińska medycyna, astronomia stały się podstawą współczesnej nauki. Dzieła Konfucjusza stały się nie tylko filozofią, ale i religią. Jednak współczesna kultura chińska nie jest w stanie rywalizować z kulturą zachodnią.

### Indie

#### Czynnik geograficzny
Indie są siódmym państwem na świecie pod względem powierzchni (3 287 590 km²). Na kontynencie azjatyckim pod tym względem Indie przewyższają tylko Rosja i Chiny.

#### Czynnik polityczny
Indie są niepodległym państwem od 1947 r., a od 1950 r. są republiką. Indie mają rozwinięta armię. Są największą na świecie demokracją, mają jednak niewielką rolę na arenie międzynarodowej.

#### Czynnik militarny
Armia Indii jest drugą pod względem liczebności armią świata liczącą 2,3 mln żołnierzy. Jest dobrze wyszkolona pod względem działań w trudnym terenie. Jednak sprzęt armii indyjskiej jest w większości przestarzały. Budżet Armii Indyjskiej to 40 miliardów $. Dużym atutem armii indyjskiej jest posiadanie od 1974 roku arsenału broni jądrowej w liczbie między 200 a 250 głowic nuklearnych. Armia ma małe doświadczenie bojowe. Ostatni konflikt, w którym brała udział miał miejsce w 1979 roku.

#### Czynnik demograficzny
Za uznaniem Indii za supermocarstwo przemawiają drugie miejsce pod względem liczby ludności na świecie (ponad miliard), potężny przyrost naturalny, jednak przeciwko przemawia bardzo wysoki stopień analfabetyzmu (szczególnie wśród kobiet) oraz niski stopień wykształcenia podstawowego.

#### Czynnik ekonomiczny
Indie należą do krajów rozwijających się. W wielu regionach państwa istnieje ogromna bieda. Poza tym stan infrastruktury i energetyki jest dramatyczny. Według szacunków analityków Indie dogonią Chiny za około 30 lat, a za kolejnych 20 staną się jednym z trzech, obok USA i Chin, supermocarstwem.

#### Czynnik kulturowy
Indie należą do krajów, w których produkuje się rocznie najwięcej filmów – należy wymienić choćby Bollywood.

### Japonia
Japonia ma jedną z najbardziej rozwiniętych gospodarek na świecie.

#### Czynnik geograficzny
Japonia ma duży dostęp do morza, ponieważ jest to kraj wyspiarski. Kraj leży w 3 strefach klimatycznych: zwrotnikowej, podzwrotnikowej i umiarkowanej ciepłej. Powierzchnia wszystkich wysp to 377 835 km².

#### Czynnik polityczny
W kraju głową państwa jest cesarz. Od II wojny światowej w Japonii panuje demokracja. System polityczny jest bardzo stabilny.

#### Czynnik militarny
Armia w pełni zawodowa licząca 238 tys. żołnierzy oraz 58 tys. rezerwistów. Na potrzeby armii przekazywany jest 1% PKB (49 mld USD).
Dzięki zaawansowanemu programowi atomowemu możliwe jest powstanie arsenału jądrowego w krótkim czasie. Zaawansowanie technologiczne armii jest na wysokim poziomie, jednak gorzej wypada jej liczebność. Ponadto japońska konstytucja zawiera zapis o rezygnacji kraju z działań wojennych (deklarację neutralności).

#### Czynnik demograficzny
Japonia jest jednym z najgęściej zaludnionych państw na świecie. Społeczeństwo jest jednolite narodowo. W Japonii średnia długość życia dla mężczyzn to 79,0 lat, a dla kobiet 85,8 lat. Społeczeństwo gwałtownie się starzeje.

#### Czynnik ekonomiczny
Gospodarka Japonii jest 3. na świecie. W kraju panuje niskie bezrobocie. Ważną rolę w gospodarce odgrywają sektory motoryzacyjny i elektroniczny. W Japonii znajduje się jedna z najważniejszych giełd na świecie. Kraj najbardziej zaawansowany technologicznie. To właśnie tutaj mają swoje siedziby jedne z większych firm elektronicznych na świecie, np. Sony, Toshiba, Nintendo, Panasonic, Matsushita, Hitachi.

#### Czynnik kulturowy
Japońskie sztuki walki, styl życia, kuchnia (np. sushi, sos sojowy, wasabi, ramen) i filmy (anime) są bardzo popularne w wielu krajach. Jednak oprócz tego bardzo popularna jest motoryzacja oraz manga, która swoje korzenie ma właśnie tutaj.

### Brazylia
Brazylia odgrywa dominującą rolę w Ameryce Południowej.

#### Czynnik geograficzny
Powierzchnia kraju to 8 511 965 km² i jest 5. na świecie. Duży dostęp do morza. Linia brzegowa wynosi 7491 km.

#### Czynnik polityczny
Brazylia jest republiką związkową podzielona na 26 stanów i 1 dystrykt federalny. Konstytucja Brazylii została uchwalona w 1988. Głową państwa i szefem rządu jest wybierany w głosowaniu powszechnym na 4 lata prezydent.

#### Czynnik demograficzny
Populacja państwa wynosi 190 010 647 i jest 5. na świecie. Bardzo wysoki przyrost naturalny.

#### Czynnik ekonomiczny
PKB kraju wynosi 1655 mld USD. zadłużenie zagraniczne sięgające 175 mld USD. Społeczeństwo brazylijskie jest biedne, dlatego też ekonomia nie jest mocną stroną tego mocarstwa.

#### Czynnik kulturowy
Przemieszanie elementów europejskich, afrykańskich i amerykańskich wytworzyło nową oryginalną kulturę, według Samuela Huntingtona jest to cywilizacja latynoska. Najsłynniejszym festiwalem rozsławiającym Brazylię na cały świat jest odbywający się przed wielkim postem karnawał w Rio de Janeiro. Zawsze zaczyna się w sobotę przed Środą Popielcową i trwa nieprzerwanie cztery dni i noce. Narodowym tańcem, bardzo popularnym na świecie, jest samba, przywieziona przez niewolników z Angoli.